# Сагеней — Сен-Лоран
Национальный морской парк Сагеней-Сен-Лоран (англ. Saguenay–St. Lawrence Marine Park, фр. Parc marin du Saguenay–Saint-Laurent) — национальный морской парк Канады, расположенный на юго-востоке части канадской провинции Квебек.

## Физико-географическая характеристика

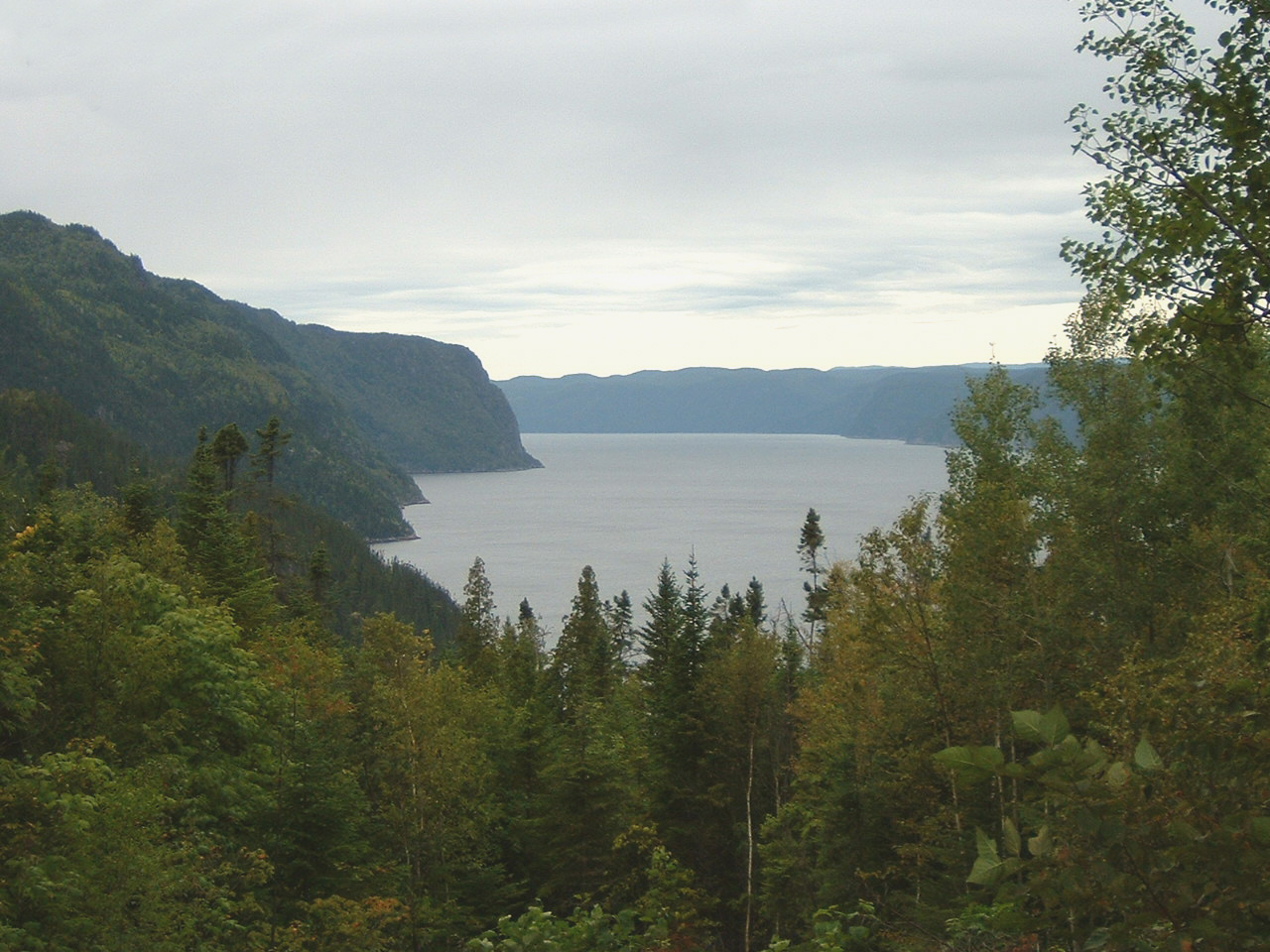
Фьорд Сагеней

Морской парк включает русло реки Сагеней выше по течению мыса Cap à l’Est, а также северную часть эстуария реки Святого Лаврентия, расположенную между Gros Cap à l’Aigle и Pointe-Rouge. В состав парка входят только земли, принадлежащие правительству Квебека и не входят все наземные объекты и портовая инфраструктура, а также острова. Площадь парка мерится по водной отметке и составляет 1245 км². В будущем планируется включить в территорию парка фьорд Сагеней.
Территория парка лежит между двумя крупными геологическими формациями. Слева расположен Канадский щит, возраст которого достигает 4 миллиардов лет, на котором находится фьорд Сагеней и северное побережье реки Святого Лаврентия. Справа расположена горная система Аппалачи, которая включает в себя ряд островов эстуария.
Из-за открытого расположения территории парка, возможна только совместная работа по охране территории. В работе парка принимают участие различные муниципалитеты, которые расположены у его границ. Вокруг парка была образована координационная зона, которая помимо парка включает реку Сагеней от Chicoutimi до Тадуссака, а также побережье залива Святого Лаврентия от Saint-Fidèle-de-Mont-Murray до Les Escoumins и эстуарий от Kamouraska до Trois-Pistoles.

## Флора и фауна
Растительный и животный мир парка раздёлен на три части: на больших глубинах преимущественно водятся многощетинковые черви, в зонах, открытых во время отлива гидрофиты, водоросли Ascophyllum и Fucus, мидии съедобные (Mytilus edulis), Littorinidae. Средняя полоса, достигающая глубины 200 метров, заселена различными видами в зависимости от типа дна: для каменистого дна типичны бурые водоросли Alaria и Laminaria, красные водоросли, мелкие ракообразные, мидии и морские звёзды, а для песчаного — Mercenaria mercenaria, различные моллюски, морские черви и офиуры.
В акватории парка обитают такие редкие виды животных и рыб как белуга, синий кит, атлантическая треска, исландский гоголь, морская свинья, финвал, обыкновенный тюлень, горбатый кит, каменушка, осетровые, Alosa sapidissima, Anarhichas lupus.